# Table Rock (Nebraska)
Table Rock és una població dels Estats Units a l'estat de Nebraska. Segons el cens del 2000 tenia 264 habitants.

## Demografia
Segons el cens del 2000, Table Rock tenia 264 habitants, 144 habitatges, i 68 famílies. La densitat de població era de 172,8 habitants per km².
Dels 144 habitatges en un 15,3% hi vivien nens de menys de 18 anys, en un 38,9% hi vivien parelles casades, en un 5,6% dones solteres, i en un 52,1% no eren unitats familiars. En el 46,5% dels habitatges hi vivien persones soles el 25,7% de les quals corresponia a persones de 65 anys o més que vivien soles. El nombre mitjà de persones vivint en cada habitatge era d'1,83 i el nombre mitjà de persones que vivien en cada família era de 2,58.
Per edats la població es repartia de la següent manera: un 16,3% tenia menys de 18 anys, un 3,8% entre 18 i 24, un 19,7% entre 25 i 44, un 26,9% de 45 a 60 i un 33,3% 65 anys o més.
L'edat mediana era de 54 anys. Per cada 100 dones de 18 o més anys hi havia 97,3 homes.
La renda mediana per habitatge era de 24.545 $ i la renda mediana per família de 33.000 $. Els homes tenien una renda mediana de 28.250 $ mentre que les dones 16.500 $. La renda per capita de la població era de 18.384 $. Aproximadament l'11,8% de les famílies i l'11,1% de la població estaven per davall del llindar de pobresa.

## Poblacions més properes
El següent diagrama mostra les poblacions més properes.